# Кимстач, Игорь Фотиевич
Игорь Фотиевич Кимстач (1930—2010) — советский и российский пожарный, генерал-майор внутренней службы (1983).

## Биография
Родился 6 января 1930 года в городе Буда-Кошелево Гомельской области вторым ребёнком в семье служащих Кимстача Фотия Павловича и Кимстач Раисы Романовны.
Окончил Харьковское пожарно-техническое училище Министерства внутренних дел СССР (1946—1949) и Всесоюзный электротехнический институт связи (в 1961 году).
С октября 1949 года — помощник начальника городской военизированной пожарной команды (ВПК) № 8 в г. Москве, с ноября 1951 года — зам. начальника, а с 18 июля 1952 — начальник ВПК по охране особо важных объектов в городах Подольске и Москве.
В мае 1955 года был переведён на работу во вновь созданное Управление пожарной охраны (УПО) Министерства внутренних дел РСФСР, в котором работал в должностях старшего инженера, заместителя начальника, а с 1961 года — начальника оперативного отдела УПО.
С июля 1971 года — заместитель (с 1988 — первый заместитель) начальника Главного управления пожарной охраны МВД СССР, одновременно руководившего органами МВД (включая государственную противопожарную службу) Российской Федерации.
С января 1990 года — начальник Управления пожарной охраны (на правах главного управления) во вновь созданном МВД РСФСР.
Уйдя в январе 1991 года в отставку по возрасту, принимал участие в создании и работе Совета ветеранов МВД РСФСР.
В декабре 1991 года Кимстач был приглашен на работу в центральном аппарате ГКЧС (МЧС) России, где до июля 1996 года трудился в должностях: главный специалист, заместитель начальника и начальник отдела Главной инспекции Министерства, а с июля 1996 по июль 2009 — в должности главного специалиста (руководителя научного направления) в Центре стратегических исследований гражданской защиты МЧС России.
Умер 16 мая 2010 года, похоронен в Москве.

### Служба
Будучи заместителем начальника ГУПО МВД СССР, руководил деятельностью по организации службы, подготовки, пожаротушения,
охраны объектов и противопожарной службы гражданской обороны, а с 1980 года — организации деятельности государственного
пожарного надзора), Одновременно (на общественных началах) с 1983 по 1990 годы возглавлял Комитет народного контроля МВД СССР.
Активный участник работы по внедрения новых прогрессивных средств и методов тушения пожаров на объектах добычи, хранения и переработки нефти и газа, проведения в этих целях крупномасштабных опытов на пожарных полигонах в городах Новокуйбышевске,
Альметьевске, Баку, Нижневартовске, а также учений и специализированных семинаров, направленных на успешное решение указанных
проблем.
Руководил организацией тушения особо крупных пожаров в резервуарных парках Рязанского и Ангарского нефтеперерабатывающих
заводов в 1971 году, нефтяных и газовых фонтанов в Краснодарском крае, Тюменской и Оренбургской областях.
Ученик Г. М. Мамиконянца по освоению методов тушения мощных нефтяных и газовых фонтанов, активный участник разработки прогрессивных методов тушения и ликвидации таких фонтанов. Лично руководил тушением сложных нефтяных и газовых фонтанов в Тюменском Заполярье, в Туркмении, Узбекистане и Венгрии.
Участник ликвидации последствий аварии на Чернобыльской АЭС: руководил деятельностью группировки сил пожарной охраны на станции в мае 1986 года, а затем дважды выезжал на станцию для участия в работе государственных комиссий по приемке объекта «Укрытие» (изоляция поврежденного четвертого энергоблока) и запуска в эксплуатацию третьего блока станции.
В августе 1986 года, будучи членом советской делегации, возглавляемой академиком В. А. Легасовым, участвовал (выступал с информацией о действиях пожарной охраны) в работе проводившегося в г. Вена совещания экспертов МАГАТЭ по определению защитных мер, вытекающих из уроков данной аварии. Реализуя внесенное на этом совещании предложение, в марте 1989 года в рамках МАГАТЭ был проведен Международный симпозиум по обеспечению пожарной безопасности объектов, использующих ядерные технологии. Возглавлял на данном симпозиуме делегацию пожарной охраны СССР.
Участник разработки двух редакций Боевого Устава пожарной охраны, автор книг: «Организация тушения пожаров в городах и
населенных пунктах», (1977 г., 140 стр., тираж 20 тыс. экз.), «Пожарная тактика» (в соавторстве, 1984 год), других пособий, а также ряда публикаций в журнале «Пожарное дело» по злободневным вопросам обеспечения пожарной безопасности населенных пунктов и пожаровзрывоопасных объектов.
В мае 1989 года возглавлял группу советских специалистов на Международной встрече в городе Вашингтоне по вопросам координации поисково-спасательных работ при крупных пожарах и стихийных бедствиях, организованной Агентством международного развития Госдепартамента США.

### Стаж работы
Общий рабочий (служебный) стаж — более 61,5 года, из них — служба в МВД СССР и РСФСР — 44 года 4 месяца (с 1946 по 1991 годы) и работа в МЧС России — 17,5 лет (с 1991 по 2009 годы).

## Награды и звания
- Награждён орденами Красной Звезды и Трудового Красного Знамени, тремя медалями «За отвагу на пожаре», медалью ордена «За заслуги перед Отечеством» II степени, медалями «За трудовое отличие», «Ветеран труда», «Патриот России» (Росвоенцентра при Правительстве Российской Федерации), рядом медалей и нагрудных знаков МВД и МЧС России, в том числе «За отличие в ликвидации последствий ЧС», «Почетный ветеран» и другие.
- Заслуженный работник МВД (1963), Почётный ветеран города Москвы (1999).